# Kabinett Karl Haus von Hausen
Das Kabinett Karl Haus von Hausen war von April 1861 bis 23. September 1884 die von Fürst Johann II. ernannte Regierung des Fürstentums Liechtenstein unter Vorsitz von Landesverweser Karl Haus von Hausen.
Die Regierung stand in ihrer langen Amtszeit vor Herausforderungen, einem großen Reformbedarf und einer unzufriedenen Bevölkerung, der sie mit durchgreifenden Reformen begegnete. Als Reaktion auf Auseinandersetzungen mit dem Ständelandtag in Steuerfragen, legte Haus von Hausen dem Fürsten nahe, eine Verfassung einzuführen und das Land in eine konstitutionelle Monarchie umzuwandeln. Dazu verfasste er selbst einen eher konservativen Entwurf, unterstützte beim Fürsten später allerdings einen liberaleren Entwurf des Ständelandtags. Am 26. September 1862 bekam Liechtenstein eine konstitutionelle Verfassung, in der das Volk Mitbestimmungsrechte erhielt, eine starke Stellung des Fürsten aber besehen blieb. 
In der Regierung waren nun ein Landesverweser und zwei aus den Liechtensteiner Bürgern ausgewählte Landräte für eine Amtszeit von sechs Jahren vertreten. Die Mitbestimmung der Liechtensteiner Vertreter wurde allerdings in der Praxis oft umgangen, da die Landräte zu den Sitzungen nicht immer hinzugezogen wurden und «laufende Tagessachen» auch von Landesverweser allein entschieden werden konnten. Diese ursprüngliche Ausnahmeregel wurde nun zum Regelfall. 
Neben der Einführung einer Verfassung, wurden auch im Wirtschafts- und Finanzleben Reformen durchgeführt. So wurde 1861 die «Zins- und Kreditanstalt» gegründet, 1864 folgten ein Gesetz über die Zehntablösung und die Einführung der Gemeindeautonomie. 1865 wurden das Gesetz über die Landesvermessung und die Gewerbeordnung, 1866 das Steuergesetz, die Waldordnung sowie das Gesetz über die Verbesserung der Viehzucht und 1867 das Gesetz über die Alpwirtschaft erlassen. Beim Bau der Bahnstrecke Feldkirch–Buchs, die Vorarlberg über Liechtenstein mit der Schweiz verband, konnte 1869 auf Drängen Haus von Hausens eine Führung der Strecke über Schaan nach Buchs umgesetzt werden. 
Die Urbarmachung des Rheinufers wurde durch den vorläufigen Abschluss der Entwässerung des Talbodens erreicht und der Hochwasserschutz durch Bauwerke verbessert. Im Jahr 1876 konnte ein neuer Zollvertrag mit Österreich abgeschlossen werden.
In den Jahren 1867–77 kam es in Währungsfragen zu einer schweren innenpolitischen Krise zwischen den beiden Landesteilen Unter- und Oberland, den «Münzwirren». Ausgelöst wurde sie durch die Abwertung des Österreichischen Silberguldens, was unterschiedliche Auswirkungen auf die beiden Landesteile hatte. Das Oberland war wirtschaftlich eng mit der Schweiz verbunden. Durch die Abwertung des Gulden wurde der Handel mit der Schweiz, das eine Goldwährung hatte, schwer getroffen. Das Unterland war davon kaum betroffen, da es wirtschaftlich enger an das österreichische Vorarlberg angebunden war. Auf Druck der Oberländer Abgeordneten führte der Landtag 23. Dezember 1876 eine Goldwährung ein. Dies bedeutete nun Nachteile für das Unterland, weshalb dessen 4 Abgeordnete zurücktraten und 300 bis 600 Unterländer am 13. Januar 1877 in Vaduz für eine Rücknahme dieser Entscheidung demonstrierten. Es kam zu Neuwahlen, die nach einem umstrittenen ersten Wahlgang, in dem von den mehrheitlich aus dem Oberland stammenden Wahlleuten kein Unterländer gewählt worden war, durch den Boykott der Unterländer abgebrochen werden mussten. Erst die Einführung von je einem Wahlkreis für das Ober- und das Unterland als Kompromiss aus langen Verhandlungen konnte den inneren Frieden wiederherstellen. 
Wegen jahrelang bestehender gesundheitlicher Probleme übergab Haus von Hausen sein Amt am 23. September 1884 an seinen Nachfolger.  

## Kabinettsmitglieder
|                | Bild                                | Name                 | Amtszeit                        | Landschaft |  |
| Landesverweser |                                     |                      |                                 |            |  |
|                | Landesverweser Karl Haus von Hausen | Karl Haus von Hausen | April 1861 – 23. September 1884 | –          |  |
| Landräte       |                                     |                      |                                 |            |  |
|                | Landrat Franz Josef Kind            | Franz Josef Kind     | 1862 – 1877                     | Unterland  |  |
|                | Landrat Johann Georg Matt           | Johann Georg Matt    | 18831 – 23. September 1884      | Unterland  |  |
|                | Landrat Johann Georg Marxer         | Johann Georg Marxer  | 1862 – 23. September 1884       | Oberland   |  |

Fußnoten
1 ab 1878 regelmässig Teilnahme an Regierungssitzungen.